# Robert Hahn
Robert M. "Bob" Hahn (Ann Arbor, Míchigan, 25 de agosto de 1925-28 de julio de 2009) fue un jugador de baloncesto estadounidense que disputó una temporada en la NBA. Con 2,08 metros de estatura, jugaba en la posición de pívot.

## Trayectoria deportiva

### Universidad
Jugó durante su etapa universitaria en los Wolfpack de la Universidad Estatal de Carolina del Norte, convirtiéndose en el segundo jugador de dicha institución, tras Leo Katkaveck, en llegar a jugar en la NBA.

### Profesional
En 1949 fichó por los Chicago Stags de la NBA, con los que disputó diez partidos, en los que promedió 1,0 puntos.

## Estadísticas de su carrera en la NBA

### Temporada regular
| Temporada | Edad | Equipo        | Liga | Pos. | P  | TIT | MIN | TC  | TCA | %TC  | TL  | TLA | %TL  | ASIS | FP  | PTS |
| 1949-50   | 24   | Chicago Stags | NBA  |      | 10 |     |     | 0.4 | 1.3 | .308 | 0.2 | 0.7 | .286 | 0.1  | 1.7 | 1.0 |
| Total     |      |               | NBA  |      | 10 |     |     | 0.4 | 1.3 | .308 | 0.2 | 0.7 | .286 | 0.1  | 1.7 | 1.0 |